# 小行星7300
小行星7300（英語：7300 Yoshisada）是一颗围绕太阳公转的小行星。1992年12月26日，浦田武在清水町发现了此天体。
这颗小行星的绝对星等为146.4113792957787等。